# Clarence Seedorf
Clarence Clyde Seedorf (uitspraakⓘ) (Paramaribo, 1 april 1976) is een Nederlands-Surinaams voetbaltrainer en voormalig profvoetballer. Als speler kwam hij uit voor Ajax, Sampdoria, Real Madrid, Internazionale, AC Milan, Botafogo en het Nederlands elftal. Hij was hoofdtrainer van AC Milan, Shenzhen Xiangxue en Deportivo La Coruña. Tot juli 2019 was Seedorf bondscoach van het Kameroens voetbalelftal. Per 13 mei 2025 is Seedorf hoofdtrainer van de Iraanse voetbalclub Esteghlal FC.
Seedorf is een van de succesvolste Nederlandse voetballers aller tijden. Hij won onder meer vier keer de UEFA Champions League en werd de eerste voetballer ter wereld die het toernooi won met drie verschillende clubs. Pelé nam Seedorf in 2004 op in zijn lijst van 125 beste nog levende spelers.
Seedorf studeerde aan de prestigieuze Milaanse Bocconi-universiteit en werd daarom ook wel il professore (de professor) genoemd toen hij voor Milaan speelde.

## Loopbaan als clubspeler
Seedorf debuteerde op zestienjarige leeftijd in het eerste elftal van Ajax tijdens de bekerwedstrijd bij VVV op 28 oktober 1992 als invaller voor Frank de Boer. Zijn Eredivisiedebuut maakte hij op 29 november 1992 tegen FC Groningen op een leeftijd van 16 jaar, 7 maanden en 28 dagen. Hij was daarmee tot september 2018 de jongste Ajax-debutant aller tijden. Anno 2008 won hij met drie clubs vier keer de Champions League. Na zijn eerste, met Ajax in 1995, transfereerde hij naar Sampdoria. Daar speelde hij één seizoen, waarna hij naar Real Madrid ging. Hier speelde hij 3,5 seizoen en won er zijn tweede Champions League in 1998 én de wereldbeker, in het najaar van 1998. In januari 2000 keerde hij terug in de Serie A bij Internazionale in Milaan. Aan het eind van het seizoen 2001/02 stapte Seedorf over naar AC Milan, waar hij in 2003 de eerste speler werd die met drie verschillende clubs de Champions League en de FIFA wereldbeker voor clubteams won. In 2007 won hij deze met AC Milan opnieuw. Tot dan toe won geen enkele andere Nederlander als speler of trainer vier keer de Champions League/Europacup I. Tevens is Seedorf de Nederlandse voetballer met de meeste Europese clubwedstrijden op zijn conto. Na de gelijkgespeelde wedstrijd tegen Tottenham Hotspur FC op 9 maart 2011 kwam de teller op 150.
Op de ranglijst van grootste Nederlandse tienertransfers staat Seedorf derde, achter Matthijs de Ligt en Arjen Robben. In maart 2004 verkoos Pelé Seedorf in de lijst van 125 beste nog levende voetballers. Op 9 november 2004 nomineerde het tijdschrift France Football hem voor de Gouden Bal, de prijs voor de beste voetballer in de Europese competities. Tijdens de loting van de groepsfase voor het Champions League seizoen 2007-2008 werd Seedorf gekozen tot de beste middenvelder van de Champions League van het seizoen 2006/07.
In juni 2012 maakte Seedorf bekend dat hij AC Milan na tien jaar zou verlaten. Zijn contract liep af en hij mocht transfervrij vertrekken. Op 30 juni maakte de voorzitter van Botafogo bekend dat Seedorf zijn loopbaan zou vervolgen bij deze club uit Brazilië. De 36-jarige middenvelder tekende een tweejarig contract bij de club uit Rio de Janeiro. De keuze werd mede bepaald door de echtgenote van Seedorf, die uit Rio de Janeiro afkomstig is en wilde terugkeren naar haar vaderland. Seedorf sloeg enkele lucratieve aanbiedingen af, uit onder meer China.

## Clubstatistieken
| Seizoen        | Club           |                    | Competitie         | Competitie | Competitie | Beker | Beker | Internationaal | Internationaal | Overig | Overig | Totaal | Totaal |
| Seizoen        | Club           | Wed.               | Competitie         | Dlp.       | Wed.       | Dlp.  | Wed.  | Dlp.           | Wed.           | Dlp.   | Wed.   | Dlp.   |        |
| -------------- | -------------- | ------------------ | ------------------ | ---------- | ---------- | ----- | ----- | -------------- | -------------- | ------ | ------ | ------ | ------ |
| 1992/93        | Ajax           | Vlag van Nederland | Eredivisie         | 12         | 1          | 3     | 0     | 2              | 0              | —      | —      | 17     | 1      |
| 1993/94        | Ajax           | Vlag van Nederland | Eredivisie         | 19         | 4          | 2     | 0     | 2              | 0              | 1      | 0      | 24     | 4      |
| 1994/95        | Ajax           | Vlag van Nederland | Eredivisie         | 34         | 6          | 3     | 0     | 11             | 0              | 1      | 0      | 49     | 6      |
| 1995/96        | Sampdoria      | Vlag van Italië    | Serie A            | 32         | 3          | 2     | 1     | —              | —              | —      | —      | 34     | 4      |
| 1996/97        | Real Madrid    | Vlag van Spanje    | Primera División   | 38         | 6          | 4     | 0     | —              | —              | —      | —      | 42     | 6      |
| 1997/98        | Real Madrid    | Vlag van Spanje    | Primera División   | 36         | 6          | 0     | 0     | 11             | 0              | 2      | 1      | 49     | 7      |
| 1998/99        | Real Madrid    | Vlag van Spanje    | Primera División   | 37         | 3          | 5     | 1     | 10             | 3              | —      | —      | 52     | 7      |
| 1999/00        | Real Madrid    | Vlag van Spanje    | Primera División   | 10         | 0          | 0     | 0     | 6              | 0              | —      | —      | 16     | 0      |
| 1999/00        | Internazionale | Vlag van Italië    | Serie A            | 20         | 3          | 5     | 2     | —              | —              | 0      | 0      | 25     | 5      |
| 2000/01        | Internazionale | Vlag van Italië    | Serie A            | 24         | 2          | 4     | 0     | 7              | 3              | 1      | 0      | 36     | 5      |
| 2001/02        | Internazionale | Vlag van Italië    | Serie A            | 20         | 3          | 2     | 1     | 10             | 0              | —      | —      | 32     | 4      |
| 2002/03        | AC Milan       | Vlag van Italië    | Serie A            | 29         | 4          | 3     | 2     | 16             | 1              | —      | —      | 48     | 7      |
| 2003/04        | AC Milan       | Vlag van Italië    | Serie A            | 29         | 3          | 5     | 0     | 10             | 0              | 1      | 0      | 45     | 3      |
| 2004/05        | AC Milan       | Vlag van Italië    | Serie A            | 32         | 5          | 4     | 1     | 11             | 1              | 0      | 0      | 47     | 7      |
| 2005/06        | AC Milan       | Vlag van Italië    | Serie A            | 36         | 4          | 2     | 1     | 11             | 1              | —      | —      | 49     | 6      |
| 2006/07        | AC Milan       | Vlag van Italië    | Serie A            | 32         | 7          | 5     | 0     | 14             | 3              | —      | —      | 51     | 10     |
| 2007/08        | AC Milan       | Vlag van Italië    | Serie A            | 32         | 7          | 0     | 0     | 10             | 3              | —      | —      | 42     | 10     |
| 2008/09        | AC Milan       | Vlag van Italië    | Serie A            | 33         | 6          | 1     | 0     | 7              | 0              | —      | —      | 41     | 6      |
| 2009/10        | AC Milan       | Vlag van Italië    | Serie A            | 29         | 5          | 0     | 0     | 8              | 1              | —      | —      | 37     | 6      |
| 2010/11        | AC Milan       | Vlag van Italië    | Serie A            | 30         | 4          | 2     | 0     | 8              | 0              | —      | —      | 40     | 4      |
| 2011/12        | AC Milan       | Vlag van Italië    | Serie A            | 18         | 2          | 3     | 1     | 8              | 0              | 1      | 0      | 30     | 3      |
| 2012           | Botafogo FR    | Vlag van Brazilië  | Série A            | 24         | 8          | 0     | 0     | 1              | 1              | —      | —      | 25     | 9      |
| 2013           | Botafogo FR    | Vlag van Brazilië  | Campeonato Carioca | 14         | 7          | 8     | 0     | —              | —              | —      | —      | 56     | 15     |
| 2013           | Botafogo FR    | Vlag van Brazilië  | Série A            | 34         | 8          | 8     | 0     | —              | —              | —      | —      | 56     | 15     |
| Carrièretotaal | Carrièretotaal | Carrièretotaal     | Carrièretotaal     | 654        | 107        | 63    | 10    | 163            | 17             | 7      | 1      | 887    | 127    |

## Interlandcarrière
Seedorf debuteerde op 14 december 1994 in het Nederlands voetbalelftal, tegen Luxemburg. Hij werd met Oranje vierde op het WK 1998 in Frankrijk. Op het EK 2000 in Nederland en België werd hij met het Nederlands elftal in de halve finale na penalty's uitgeschakeld door Italië.
Lange tijd wordt zijn naam in Nederland nogal eens in verband gebracht met twee gemiste strafschoppen voor Oranje. Zo verwijst cabaretier Freek de Jonge naar deze gebeurtenissen in het door De Jonge humoristisch gebrachte lied Leven na de dood.
Marco van Basten selecteerde Seedorf tijdens zijn bondscoachschap voor het eerst voor de oefeninterland Nederland-Engeland op 15 november 2006. Op 13 mei 2008 bedankte Seedorf voor Oranje zolang Van Basten bondscoach zou blijven. Van Basten haalde volgens Seedorf niet het beste in hem boven. Hij ontbrak op het EK 2008, maar stelde weer beschikbaar te zijn voor Oranje na het EK, toen Bert van Marwijk bondscoach zou worden. Hij werd sindsdien echter niet meer geselecteerd. In totaal speelde Seedorf 87 interlands, waarin hij elf keer het net wist te vinden.
| Interlanddoelpunten | Interlanddoelpunten | Interlanddoelpunten | Interlanddoelpunten          | Interlanddoelpunten | Interlanddoelpunten | Interlanddoelpunten | Interlanddoelpunten |
| №                   | Datum               | Locatie             | Wedstrijd                    | Goal(s)             | Score               | Uitslag             | Competitie          |
| ------------------- | ------------------- | ------------------- | ---------------------------- | ------------------- | ------------------- | ------------------- | ------------------- |
| 1                   | 14 december 1994    | Rotterdam           | Nederland – Luxemburg        | 90'                 | 5 – 0               | 5 – 0               | EK-kwalificatie     |
| 2                   | 29 maart 1995       | Rotterdam           | Nederland – Malta            | 39'                 | 1 – 0               | 4 – 0               | EK-kwalificatie     |
| 3                   | 11 oktober 1995     | Rabat               | Malta – Nederland            | 83'                 | 0 – 4               | 0 – 4               | EK-kwalificatie     |
| 4                   | 15 november 1995    | Rotterdam           | Nederland – Noorwegen        | 49'                 | 1 – 0               | 3 – 0               | EK-kwalificatie     |
| 5                   | 4 juni 1996         | Rotterdam           | Nederland – Ierland          | 77'                 | 2 – 1               | 3 – 1               | Oefeninterland      |
| 6                   | 14 december 1996    | Brussel             | België – Nederland           | 29'                 | 0 – 3               | 0 – 3               | WK-kwalificatie     |
| 7                   | 21 februari 1998    | Miami               | Verenigde Staten – Nederland | 46'                 | 0 – 2               | 0 – 2               | Oefeninterland      |
| 8                   | 7 oktober 2000      | Nicosia             | Cyprus – Nederland           | 69'                 | 0 – 1               | 0 – 4               | WK-kwalificatie     |
| 9                   | 7 oktober 2000      | Nicosia             | Cyprus – Nederland           | 78'                 | 0 – 2               | 0 – 4               | WK-kwalificatie     |
| 10                  | 6 oktober 2001      | Arnhem              | Nederland – Andorra          | 45'                 | 2 – 0               | 4 – 0               | WK-kwalificatie     |
| 11                  | 16 oktober 2002     | Wenen               | Oostenrijk – Nederland       | 15'                 | 0 – 1               | 0 – 3               | EK-kwalificatie     |

## Loopbaan als trainer
Seedorf werd op 16 januari 2014 officieel aangesteld als trainer van AC Milan, waar hij een contract tekende tot de zomer van 2016. Seedorf verklaarde later dat Silvio Berlusconi bij zijn afscheid bij Milan in 2012 had voorspeld dat Seedorf ooit trainer van Milan zou worden, met daarbij de boodschap "dat Seedorf in Brazilië om zich heen moest kijken om er een paar talenten voor Milan te spotten". Op 16 januari 2014 leidde hij zijn eerste training bij de club. Op 19 januari 2014 volgde zijn eerste competitiewedstrijd als coach, een met 1–0 gewonnen thuiswedstrijd tegen Hellas Verona. Met dat debuut werd hij de eerste Nederlandse trainer ooit in de Italiaanse Serie A.
AC Milan verbeterde onder Seedorf zijn positie op de ranglijst, maar niet genoeg om zich opnieuw te kwalificeren voor Europees voetbal: het team eindigde op de achtste plaats. Wel werd stadsgenoot Inter verslagen in de derby, waardoor een deel van de supporters achter Seedorf bleef staan. Niettemin werd Seedorf op 9 juni 2014 ontslagen, op een week na vijf maanden na zijn aantreden.
Seedorf werd in juli 2016 aangesteld als coach van Shenzhen Xiangxue, op dat moment actief in de Chinese Jia League. Hier kreeg hij in december van dat jaar zijn ontslag.
Seedorf werd op maandag 5 februari 2018 aangesteld als trainer-coach bij Deportivo La Coruña, op dat moment de nummer achttien uit de twintig teams tellende Spaanse competitie. Zijn eerste wedstrijd in deze functie eindigde een week later in 1–0-verlies tegen Real Betis.
Het was al de tweede trainingswissel dat seizoen voor de Galicische club en Seedorf werd dan ook aangetrokken om de club te behoeden voor degradatie. De lange reeks verliespartijen van Deportivo werd echter ook onder Seedorf voortgezet, tot het team in april tweemaal achter elkaar wist te winnen, van Málaga en Athletic Bilbao (beide keren met 3 tegen 2 doelpunten), wat voor Deportivo al jaren zeldzaam was, gevolgd door tweemaal gelijkspel. Maar de achterstand op de veilige 17e plek was inmiddels opgelopen en toen FC Barcelona 29 april in La Coruña met 4–2 zegevierde, betekende dat – drie duels voor het einde van de competitie – zowel de 25ste landstitel voor de Catalaanse club als degradatie voor Deportivo.
In 2018 werd Seedorf bondscoach van Kameroen. Patrick Kluivert werd zijn assistent. Het jaar erna werd het duo ontslagen na een teleurstellende prestatie op de Afrika Cup.

### Overzicht
| Periode   | Club                | Competitie         | Functie    |
| --------- | ------------------- | ------------------ | ---------- |
| 2014      | AC Milan            | Serie A            | Trainer    |
| 2016      | Shenzhen Xiangxue   | Jia League         | Trainer    |
| 2018      | Deportivo La Coruña | Segunda División A | Trainer    |
| 2018–2019 | Kameroen            | –                  | Bondscoach |

## Erelijst
Ajax
- UEFA Champions League: 1994/95
- Eredivisie: 1993/94, 1994/95
- KNVB Beker: 1992/93
- Nederlandse Supercup: 1993, 1994

 Real Madrid
- Intercontinental Cup: 1998
- UEFA Champions League: 1997/98
- Primera División: 1996/97
- Supercopa de España: 1997

 AC Milan
- FIFA Club World Cup: 2007
- UEFA Champions League: 2002/03, 2006/07
- UEFA Super Cup: 2003, 2007
- Serie A: 2003/04, 2010/11
- Coppa Italia: 2002/03
- Supercoppa Italiana: 2004, 2011

 Botafogo
- Taça Rio: 2013
- Campeonato Carioca: 2013
- Taça Guanabara: 2013

### Persoonlijke prijzen
- Nederlands Talent van het Jaar (1993)
- Nederlands Talent van het Jaar (1994)
- Uitverkiezing in UEFA's "Elftal van het Jaar" (2002)
- Uitverkiezing FIFA 100 (2004)
- Beste Middenvelder UEFA Champions League 2006/07 (AC Milan)
- Zilveren bal bij de FIFA Wereldbeker voor clubteams (2007)
- Uitverkiezing in UEFA's "Elftal van het Jaar" (2007)
- Uitverkiezing in Real Madrids "Elftal van de Eeuw" (2008)
- Uitverkiezing Torretta-award voor "Beste Europese Atleet" (2008)
- Nelson Mandela Legacy Champion (2009)
- Uitverkiezing door de Franse krant L'Équipe Europa Cup dream team aller tijden (2011)
- Beste speler van staatskampioenschap Rio de Janeiro – Craque do Campeonato (2013)

## Andere activiteiten

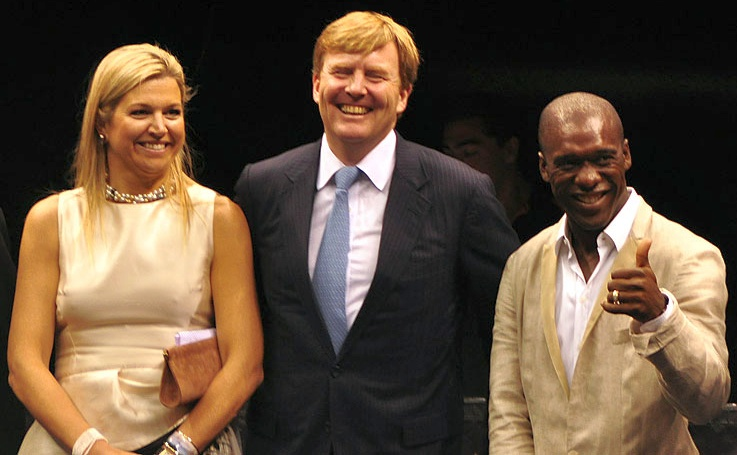
Seedorf met Koning Willem-Alexander en Koningin Máxima

Wegens de sterke binding van Clarence Seedorf met zijn geboorteland, participeert hij regelmatig in maatschappelijke projecten in Suriname. De middenvelder liet onder meer het Clarence Seedorf Stadion bouwen en steunt met zijn stichting Champions for Children Foundation veel goede doelen in het land. Seedorf werd in Suriname bevorderd tot commandeur in de Ere-Orde van de Gele Ster. Zijn sportieve en maatschappelijke betrokkenheid leverden hem in 2011 ook de onderscheiding tot Ridder in de Orde van Oranje-Nassau op.
Begin 2008 bood Seedorf de Surinaamse voetbalbond (SVB) drie miljoen euro met het doel de organisatie, competities en evenementen te verbeteren. Hij wilde in ruil voor dit bedrag echter wel enige zeggenschap binnen de bond hebben om onder meer zicht te kunnen krijgen op de uitgaven van de organisatie. De Surinaamse voetbalbond sloeg het aanbod af.
In 2009 werd Seedorf mede-eigenaar van de Italiaanse club AC Monza Brianza 1912 die speelt in de Serie C. De Italiaanse club stond sinds december 2008 te koop. Seedorf was niet de enige die in de club investeerde, ook voormalig topvoetballer Giuseppe Bergomi en zakenman Salvo Zangari waren bij de deal betrokken. In 2000 speelde Monza voor het laatst op Serie B-niveau. Seedorf liet ook zijn broer Chedric en zijn neef Stefano bij de club spelen. Hij is ook eigenaar van de Surinaamse club The Brothers, waar zijn broer Jurgen speelde. Hij was tevens eigenaar van een racingteam (Seedorf Racing) dat actief was in de Moto3.
Op 28 mei 2021 werd bekend dat Seedorf columnist bij NRC zou worden in de zaterdageditie. Seedorf was al bekend met het schrijven van columns, want in de periode 2009–2010 schreef hij al bijdrages voor The New York Times.
Seedorf is ambassadeur voor de Nelson Mandela Foundation.
Clarence Seedorf is polyglot. Hij spreekt zes talen vloeiend: Nederlands, Engels, Italiaans, Portugees, Spaans en Sranantongo (Surinaams).

## Familie
Naast Clarence behoren er meerdere (voormalige) betaald voetballers tot de familie Seedorf:
- Chedric Seedorf (broer), voetballer van onder meer NAC Breda, AS Pizzighettone en Cambuur Leeuwarden.
- Jürgen Seedorf (broer), voormalig speler van De Graafschap en de jeugdopleiding van AFC Ajax.
- Stefano Seedorf (neef), voetballer van onder meer AFC Ajax, NAC Breda en FC Groningen.
- Regilio Seedorf (neef), voetballer van FK Tauras Tauragė en de jeugdopleiding van Sparta Rotterdam.
- Collin Seedorf (achterneef), voetballer van onder meer RKC Waalwijk, Inverness Caledonian Thistle FC en FC Eindhoven.
- Denzel Jubitana (achterneef), voetballer van Roda JC Kerkrade